# Technologie pendant la Seconde Guerre mondiale
 (octobre 2024).
Si vous disposez d'ouvrages ou d'articles de référence ou si vous connaissez des sites web de qualité traitant du thème abordé ici, merci de compléter l'article en donnant les références utiles à sa vérifiabilité et en les liant à la section « Notes et références ».

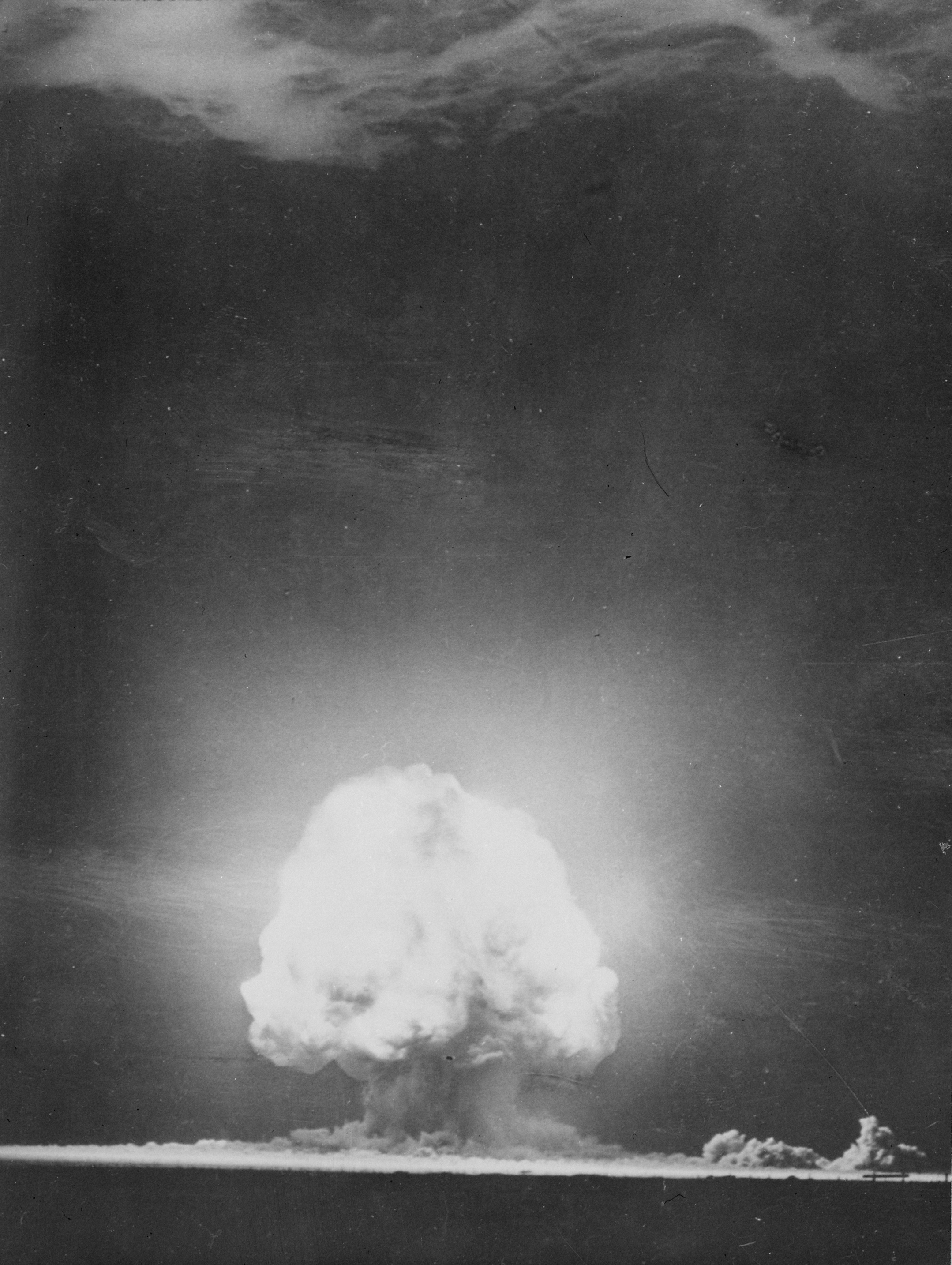
L'explosion de Trinity, qui a eu lieu au White Sands Proving Ground du Nouveau-Mexique le 16 juillet 1945, a marqué le début de l'ère atomique.

La Seconde Guerre mondiale a été à l'origine d'un grand nombre d'innovations scientifiques et techniques. Certaines des technologies utilisées pendant la guerre ont été développées pendant l'entre-deux-guerres des années 1920 et 1930, une grande partie développée en réponse aux besoins et aux leçons apprises pendant la Grande guerre. La plupart des travaux réalisés pendant les guerres ont trouvé des applications civiles après la guerre et contribué à façonner le monde d'aujourd'hui. Cependant, par rapport aux guerres précédentes, la Seconde Guerre mondiale a eu le plus grand effet sur la technologie et les appareils utilisés au XXIe siècle. La technologie a également joué un rôle plus important dans la conduite de la Seconde Guerre mondiale que dans toute autre guerre de l'histoire, et a joué un rôle essentiel dans son issue finale
De nombreux types de technologies ont été adaptés à un usage militaire et des développements majeurs ont eu lieu dans plusieurs domaines, notamment :
- armement : navires, véhicules, sous-marins, avions, chars, artillerie, armes légères ; et les armes biologiques, chimiques et atomiques ;
- soutien logistique : véhicules nécessaires au transport des soldats et des fournitures, tels que les trains, les camions, les chars, les navires et les avions ;
- communications et renseignement : appareils utilisés pour la navigation, la communication, la télédétection et l'espionnage ;
- médecine : innovations chirurgicales, médecines chimiques et techniques ;
- fusée : missiles guidés, missiles balistiques à moyenne portée et avions automatiques.

La Seconde Guerre mondiale est le premier conflit où les opérations militaires ont largement ciblé les efforts de recherche de l'ennemi, notamment par l'exfiltration de Niels Bohr du Danemark occupé vers la Grande-Bretagne en 1943 ; le sabotage de la production norvégienne d'eau lourde ; et le bombardement de Peenemünde.
Des opérations militaires ont également été menées pour obtenir des renseignements sur la technologie de l'ennemi; par exemple, le raid de Bruneval pour le radar allemand et En août 1919, la Ten Year Rule est adopté. Cette ligne directrice politique britannique, supposait que l'Empire britannique ne serait ni engagé dans un conflit majeur, ni forcé d'envoyer des corps expéditionnaires aux quatre coins de l'Empire. Cette ligne fut utilisée pour pouvoir réduire le budget de la Défense ainsi que la recherche et le développement militaire, pour augmenter les dépenses sociales. En revanche, l'Allemagne et l'Union soviétique étaient des puissances insatisfaites qui, pour différentes raisons, ont coopéré l'une avec l'autre sur la recherche et le développement militaire. Les Soviétiques ont offert à l'Allemagne de Weimar des installations au plus profond de l'URSS pour la conception, les tests d'armes et l'entraînement militaire, bien loin des yeux des inspecteurs du Traité. En retour, ils demandèrent l'accès aux développements techniques allemands et une aide à la création de l'état-major de l'Armée rouge.
Le grand fabricant d'artillerie Krupp s'implanta dans le sud de l'URSS, près de Rostov-sur-le-Don. En 1925, une école de pilotage est créée près de Lipetsk (école de pilotage de Lipetsk) pour former les premiers pilotes de la future Luftwaffe. Depuis 1926, la Reichswehr avait pu utiliser une école de chars à Kazan (école de blindés de la Kama) et une installation d'armes chimiques dans l'oblast de Saratov (site d'essai de Tomka). En échange, l'Armée rouge eut accès à ces installations de formation, ainsi qu'à la technologie et à la théorie militaires de l'Allemagne de Weimar.
À la fin des années 1920, l'Allemagne aide l'industrie soviétique à se moderniser et à aider à la mise en place d'installations de production de chars à l'usine bolchevique de Leningrad et à l'usine de locomotives de Kharkiv. Cette coopération s'effondra lors de la prise du pouvoir par Hitler en 1933. L'échec de la conférence mondiale pour le désarmement marquera le début de la course aux armements menant à la guerre.
En France, la leçon de la Première Guerre mondiale est traduite dans la ligne Maginot qui est censée tenir une ligne à la frontière avec l'Allemagne. La ligne Maginot atteint son objectif politique de s'assurer que toute invasion allemande devait passer par la Belgique en veillant à ce que la France ait la Grande-Bretagne comme alliée militaire. Par rapport à l'Allemagne, la France et la Russie disposaient de nombreux chars en bon état au début des hostilités en 1940. Comme pendant la Première Guerre mondiale, les généraux français s'attendaient à ce que les blindés servent principalement à aider l'infanterie à briser les lignes de tranchées statiques et les nids de mitrailleuses d'assaut. Ils répandirent ainsi les blindés parmi leurs divisions d'infanterie, ignorant la nouvelle doctrine allemande de blitzkrieg basée sur des mouvements rapides et coordonnés utilisant des attaques concentrées de blindées, contre lesquelles la seule défense efficace était les canons antichars mobiles, les anciens fusils antichars d'infanterie étant inefficaces contre les nouveaux chars moyens et lourds.
La puissance aérienne est une préoccupation majeure de l'Allemagne et de la Grande-Bretagne durant l'entre-deux-guerres. L'échange de moteurs d'avions se poursuit, la Grande-Bretagne en vendra des centaines à des entreprises allemandes. Ils équiperont la première génération d'avions allemands, puis seront améliorés au fur et à mesure des nouveaux modèles. Ces inventions ont ouvert la voie à un succès majeur pour les Allemands pendant la Seconde Guerre mondiale.
Comme toujours, l'Allemagne était à la pointe du développement des moteurs à combustion interne. Le laboratoire de Ludwig Prandtl à l'université de Göttingen était le centre mondial de l'aérodynamique et de la dynamique des fluides en général, jusqu'à sa dispersion après la victoire alliée. Cela contribua au développement allemand d'avions à réaction et de sous-marins aux performances sous-marines améliorées.
La fission nucléaire induite est découverte en Allemagne en 1939 par Otto Hahn (et des Juifs expatriés en Suède), mais de nombreux scientifiques nécessaires au développement de l'énergie nucléaire avaient déjà été radiés, en raison des politiques nazies anti-juives et anti-intellectuelles.
Les scientifiques ont été au cœur de la guerre et leurs contributions ont souvent été décisives. Comme Ian Jacob, secrétaire militaire en temps de guerre de Winston Churchill, l'a fait remarquer à propos de l'afflux de scientifiques réfugiés (dont 19 lauréats du prix Nobel), « les Alliés ont gagné la [Seconde] Guerre parce que nos scientifiques allemands étaient meilleurs que leurs scientifiques allemands ».

## Coopération alliée
Les Alliés de la Seconde Guerre mondiale ont largement coopéré au développement et à la fabrication de technologies nouvelles et existantes pour soutenir les opérations militaires et la collecte de renseignements pendant la Seconde Guerre mondiale. Les alliés ont coopéré de différentes manières, notamment le programme américain de prêt-bail et des armes hybrides telles que le Sherman Firefly ainsi que le projet de recherche sur les armes nucléaires Tube Alloys, absorbé par le projet Manhattan dirigé par les États-Unis. Plusieurs technologies inventées en Grande-Bretagne s'avéreront essentielles pour l'armée et seront largement fabriquées par les Alliés pendant la Seconde Guerre mondiale,,,.
L'origine de la coopération découle d'une visite en 1940 du président du comité de recherche aéronautique, Henry Tizard, qui a organisé le transfert de la technologie militaire britannique aux États-Unis en cas de succès de l'invasion du Royaume-Uni qu'Hitler prévoyait dans le cadre de l'opération Seelöwe. Tizard dirigea une mission technique britannique, connue sous le nom de mission Tizard, contenant des détails et des exemples de développements technologiques britanniques dans des domaines tels que le radar, la propulsion à réaction ainsi que les premières recherches britanniques sur la bombe atomique. L'un des appareils apportés aux États-Unis par la mission, le magnétron à cavité résonnante, fut décrit plus tard comme « la cargaison la plus précieuse jamais apportée sur nos côtes».

## Équipements militaires
La technologie des armes militaires connait des progrès rapides pendant la Seconde Guerre mondiale, et pendant six ans, un taux de changement survient en désorientant le combat de tous les équipements militaires, des avions aux armes légères. En effet, la guerre débute avec la plupart des armées utilisant une technologie qui avait peu changé depuis la Première Guerre mondiale et, dans certains cas, restée inchangée depuis le XIXe siècle. Par exemple, l'utilisation de la cavalerie, des tranchées et des cuirassés de la Première Guerre mondiale demeurent courant en 1940, mais en seulement six ans, les armées du monde entier développeront des avions à réaction, des missiles balistiques et même des armes atomiques dans le cas des États-Unis.
Les meilleurs avions à réaction à la fin de la guerre survolent facilement n'importe lequel des avions de pointe de 1939, comme le Spitfire Mark I. Les premiers bombardiers de guerre qui ont causé un tel carnage auraient presque tous été abattus en 1945, beaucoup par des tirs antiaériens dirigés par radar et déclenchés par des fusées de proximité, tout comme le « chasseur invincible » de 1941, le Zero, devenu en 1944 le « pigeon » du « tir aux pigeons des Mariannes ». Les meilleurs chars de la fin de la guerre, tels que le char lourd soviétique JS-3 ou le char moyen allemand Panther, ont facilement surclassé les meilleurs chars de 1939 tels que les Panzer III. Dans la marine, le cuirassé, longtemps considéré comme l'élément dominant de la puissance maritime, a été supplanté par la plus grande portée et la plus grande puissance de frappe du porte-avions. L'importance chaotique des débarquements amphibies a stimulé les Alliés occidentaux à développer le navire Higgins, une péniche de débarquement ; le DUKW, un camion amphibie à six roues motrices, des chars amphibies pour permettre des attaques de débarquement sur les plages et des Landing Ship Tank pour débarquer des chars sur les plages. L'organisation et la coordination accrues des assauts amphibies associées aux ressources nécessaires pour les soutenir ont entraîné une augmentation de la complexité de la planification par ordres de grandeur, nécessitant ainsi une systématisation formelle donnant lieu à ce qui deviendra la méthodologie de gestion moderne de la gestion de projet par laquelle presque toute l'ingénierie moderne, la construction et les développements logiciels sont organisés.

### Aviation
Dans le théâtre d'Europe occidentale de la Seconde Guerre mondiale, la puissance aérienne est devenue cruciale tout au long de la guerre, tant dans les opérations tactiques que stratégiques (respectivement, champ de bataille et longue portée). Les avions allemands supérieurs, aidés par l'introduction continue d'innovations en matière de conception et de technologie, ont permis aux armées allemandes d'envahir l'Europe occidentale à grande vitesse en 1940, largement aidées par le manque d'avions alliés, qui de toute façon prirent du retard dans la conception et le développement technique pendant la crise en investissement dans la recherche après la Grande Dépression. Depuis la fin de la Première Guerre mondiale, l'armée de l'air française avait été gravement négligée, car les chefs militaires préféraient dépenser de l'argent dans des armées terrestres et des fortifications statiques pour mener une autre guerre du même style que lors de la Première Guerre mondiale. En conséquence, en 1940, l'armée de l'air française ne disposait que de 1 562 avions et faisait face, avec 1 070 avions de la RAF, à 5 638 chasseurs et chasseurs-bombardiers de la Luftwaffe. La plupart des aérodromes français situés dans le nord-est de la France et ont été rapidement envahis au début de la campagne. La Royal Air Force du Royaume-Uni possédait des avions de chasse très avancés, tels que des Spitfire et des Hurricanes, mais ceux-ci étaient inutiles pour attaquer des troupes au sol sur un champ de bataille, et le petit nombre d'avions envoyés en France avec le Corps expéditionnaire britannique ont été détruits assez rapidement. Par la suite, la Luftwaffe put atteindre la supériorité aérienne sur la France en 1940, donnant à l'armée allemande un immense avantage en termes de reconnaissance et de renseignement.
Les avions allemands atteignent rapidement la supériorité aérienne sur la France au début de 1940, permettant à la Luftwaffe de lancer une campagne de bombardements stratégiques contre les villes britanniques. Utilisant les aérodromes français près de la Manche, les Allemands purent lancer des raids sur Londres et d'autres villes pendant le Blitz, avec plus ou moins de succès.
Après la Première Guerre mondiale, le concept de bombardement aérien massif — « le bombardier passera toujours au travers » — devient très populaire auprès des politiciens et des chefs militaires à la recherche d'une alternative au carnage de la guerre des tranchées et, par conséquent, les forces aériennes britanniques, la France et l'Allemagne avaient développé des flottes d'avions bombardiers pour permettre cela (l'escadre de bombardier française était gravement négligée, tandis que les bombardiers allemands étaient développés en secret car explicitement interdits par le traité de Versailles).
Le bombardement de Shanghai par la marine impériale japonaise les 28 janvier 1932 et août 1937 et les bombardements de la guerre civile espagnole (1936-1939) avaient démontré la puissance des bombardements stratégiques, et ainsi les forces aériennes en Europe et aux États-Unis en sont venues à considérer les bombardiers comme des armes extrêmement puissantes qui, en théorie, pouvaient bombarder une nation ennemie pour la soumettre par elle-même. En conséquence, la peur des bombardiers déclencha des développements majeurs dans la technologie aéronautique.
La guerre civile espagnole avait prouvé que le bombardement en piqué tactique à l'aide du Stuka était un moyen très efficace de détruire les concentrations de troupes ennemies, et donc des ressources et de l'argent avaient été consacrés au développement de bombardiers plus petits. En conséquence, la Luftwaffe fut forcée d'attaquer Londres en 1940 avec des bombardiers moyens Heinkel et Dornier fortement surchargés, et même avec les Junkers Ju 87 inadaptés. Ces bombardiers étaient extrêmement lents — les ingénieurs italiens n'avaient pas été en mesure de développer des moteurs d'avion à pistons suffisamment gros (ceux produits avaient tendance à exploser en cas de surchauffe extrême), et les bombardiers utilisés pour la bataille d'Angleterre étaient donc terriblement sous-dimensionnés. Les bombardiers allemands n'ayant pas été conçus pour des missions stratégiques à longue portée, manquaient de défenses suffisantes. Les escortes de chasseurs Messerschmitt Bf 109 n'avaient pas été équipées pour transporter suffisamment de carburant pour protéger les bombardiers à la fois à l'aller et au retour, et les Bf 110 à plus longue portée pouvaient être déjoués par les chasseurs britanniques à courte portée (le char Drop fut conçu que tardivement). La défense aérienne était bien organisée et équipée de radars efficaces qui ont survécu aux bombardements. En conséquence, les bombardiers allemands ont été abattus en grand nombre et n'ont pas été en mesure d'infliger suffisamment de dégâts aux villes et aux cibles militaro-industrielles pour forcer la Grande-Bretagne à sortir de la guerre en 1940 ou pour se préparer à l'invasion prévue. L'Allemagne nazie n'a produit qu'un seul gros bombardier stratégique à longue portée (le Heinkel He 177 Greif, avec de nombreux retards et problèmes), tandis que le concept Amerikabomber n'aboutira qu'à des prototypes.
Les bombardiers britanniques à long rayon d'action comme le Short Stirling avaient été conçus avant 1939 pour des vols stratégiques et dotés d'un armement important, mais leur technologie souffrait encore de nombreux défauts. Le Bristol Blenheim, plus petit et à plus courte portée, le bombardier le plus utilisé de la RAF, était équipé par une seule tourelle de mitrailleuse à commande hydraulique, et bien que cela paraisse suffisant, celle-ci se révéla insuffisante contre les escadrons d'avions de chasse allemands. Les bombardiers américains tels que le B-17 Flying Fortress avaient été construits avant la guerre comme les seuls bombardiers à longue portée adéquats au monde, conçus pour patrouiller les longues côtes américaines. Équipés par au moins de six tourelles de mitrailleuses offrant une couverture à 360°, les B-17 demeuraient toujours vulnérables sans protection de chasseurs, même lorsqu'ils étaient utilisés dans de grandes formations.
Cependant, malgré les capacités des bombardiers alliés, l'Allemagne n'est pas rapidement paralysée par les raids aériens alliés. Au début de la guerre, la grande majorité des bombes tombaient à des kilomètres de leurs cibles, car une mauvaise technologie de navigation empêchait souvent les aviateurs alliés de trouver leurs cibles la nuit. La production industrielle allemande a en fait augmenté de manière continue de 1940 à 1945, malgré les meilleurs efforts des forces aériennes alliées pour paralyser l'industrie.
De manière significative, l'offensive des bombardiers empêcha l'Unterseeboot type XXI d'entrer en service pendant la guerre. De plus, les raids aériens alliés ont eu un sérieux impact de propagande sur le gouvernement allemand, incitant l'Allemagne à commencer un développement sérieux de la technologie de défense aérienne — sous la forme d'avions de chasse.
L'âge pratique des avions à réaction débute juste avant le début de la guerre avec le développement du Heinkel He 178, le premier véritable turboréacteur. Vers la fin de la guerre, les Allemands mettent en service le premier chasseur à réaction opérationnel, le Messerschmitt Me 262. Cependant, malgré leur avance technologique apparente, les jets allemands rencontrent plusieurs problèmes techniques, tels que la courte durée de vie des moteurs, le Me 262 ayant une durée de vie estimée à seulement dix heures avant de tomber en panne. Les jets allemands ont également été submergés par la supériorité aérienne alliée, souvent détruits sur ou à proximité de la piste d'atterrissage. Le premier et le seul chasseur à réaction allié opérationnel de la guerre, le Gloster Meteor britannique, voit le combat contre les bombes volantes allemandes V1 mais ne s'est pas distingué de manière significative des avions avec un moteur à pistons haut de gamme de la fin de la guerre.
Les aéronefs connaissent un développement rapide et étendu pendant la guerre pour répondre aux exigences du combat aérien et tenir compte des leçons tirées de l'expérience de combat. De l'avion à cockpit ouvert au chasseur à réaction élégant, de nombreux types différents ont été employés, souvent conçus pour des missions très spécifiques. Les avions ont été utilisés dans la lutte ASM contre les sous-marins allemands, par les Allemands pour miner les voies de navigation et par les Japonais contre les redoutables cuirassés de la Royal Navy tels que le HMS Prince of Wales.
Pendant la guerre, les Allemands produisirent diverses bombes planantes, qui furent les premières armes « intelligentes » ; la bombe volante V1, première missile de croisière ; et la fusée V2, première arme de missile balistique. Le second est en effet directement à l'origine des missiles balistiques intercontinentaux qui seront porteurs d'armes nucléaires et des lanceurs qui ont ouvert l'ère spatiale à la fin des années 1950. Wernher Von Braun dirigea l'équipe de développement du V2 et émigra ensuite aux États-Unis où il contribua au développement de la fusée Saturn V, qui a emmené les hommes sur la lune en 1969.

#### Carburant
Les pays de l'Axe font face à de graves pénuries de pétrole pour fabriquer du carburant liquide, tandis que les Alliés produisent beaucoup plus de pétrole. L'Allemagne, bien avant la guerre, développe un procédé pour fabriquer du carburant synthétique à partir du charbon. Les usines de synthèse étaient les principales cibles de la campagne pétrolière de la Seconde Guerre mondiale.
Les États-Unis ont ajouté du plomb tétraéthyle à leur carburant d'aviation, avec lequel ils fournirent la Grande-Bretagne et d'autres Alliés. Cet additif améliorant l'octane a permis des taux de compression plus élevés, permettant une plus grande efficacité, donnant plus de vitesse et d'autonomie aux avions alliés et réduisant la charge de refroidissement.

### Véhicules
Les véhicules les plus visibles de la guerre étaient les chars, qui formaient le fer de lance blindé de la guerre mécanisée. Leur puissance de feu et leur blindage impressionnants en ont fait la première machine de combat au sol.
Le traité de Versailles avait imposé de sévères restrictions à la construction de véhicules à des fins militaires par l'Allemagne, et ainsi tout au long des années 1920 et 1930, les fabricants d'armes allemands et la Wehrmacht développaient secrètement des chars. Ces véhicules étant produits en secret, leurs spécifications techniques et leurs potentiels sur le champ de bataille étaient largement inconnus des Alliés européens jusqu'au début de la guerre.
Les généraux français et britanniques pensaient qu'une future guerre avec l'Allemagne se déroulerait dans des conditions très similaires à celles de 1914-1918. Les deux alliés ont investi dans des véhicules lourdement blindés et armés conçus pour traverser des terrains et des tranchées endommagés par les obus sous le feu. Dans le même temps, les Britanniques ont également développé des chars Cruiser plus rapides mais légèrement blindés pour se tenir derrière les lignes ennemies.
Seule une poignée de chars français disposaient de radios et celles-ci rencontraient souvent des problèmes lorsque le char vacillait sur un terrain accidenté. Les chars allemands étaient, au contraire, tous équipés de radios, leur permettant de communiquer entre eux tout au long des batailles, tandis que les chefs de chars français pouvaient rarement contacter d'autres véhicules.
Les chars Matilda Mk I de l'armée britannique étaient également conçus pour le soutien de l'infanterie et protégés par un blindage épais. Leurs canons légers et leurs mitrailleuses sont généralement dans l'incapacité d'infliger des dommages significatifs aux véhicules allemands. Les chenilles sont très exposées et les Matilda ont tendance à brûler vifs leurs équipages après avoir été touchés, car les réservoirs d'essence sont situés sur le dessus de la caisse. En revanche, le char d'infanterie Matilda II déployé en moins grand nombre présente deux avantages majeurs, son canon est capable de percer les chars allemands et il s'avère largement invulnérable aux tirs allemands. Cependant, les chars français et britanniques sont désavantagés par rapport aux blindés allemands qui bénéficient d'un appui aérien et le manque de soutien blindé contribue de manière significative à l'effondrement rapide des Alliés en 1940.
La Seconde Guerre mondiale est la première guerre à grande échelle où la mécanisation a joué un rôle important. La plupart des nations ne sont pas préparées à ce type de conflit. Même la fameuse Panzerwaffe allemande comptait beaucoup sur des unités de soutien et de flanc non motorisées dans les grandes opérations. Alors que l'Allemagne reconnaît et démontre la valeur de l'utilisation concentrée des forces mécanisées, elle n'a jamais eu ces unités en quantité suffisante pour supplanter les unités traditionnelles. Cependant, les Britanniques se rendent comptent de la valeur de la mécanisation, d'après eux, c'est un moyen d'augmenter une réserve de main-d'œuvre par ailleurs limitée. L'Amérique cherche également à créer une armée mécanisée. Pour les États-Unis, ce n'est pas tant une question de troupes limitées[pas clair], mais plutôt une base industrielle solide qui peut se permettre de tels équipements à grande échelle.

### Navires
La guerre navale a radicalement changé pendant la Seconde Guerre mondiale, avec l'ascension du porte-avions au premier navire de la flotte et l'impact de sous-marins de plus en plus performants sur le cours de la guerre. Le développement de nouveaux navires pendant la guerre a été quelque peu limité en raison de la longue période de temps nécessaire à la production, mais des développements importants ont souvent été modernisés sur des navires plus anciens. Les types de sous-marins allemands avancés sont entrés en service trop tard et manquaient d'équipages expérimentés.
En plus des porte-avions, ses homologues auxiliaires des destroyers ont également été avancés. Dans la marine impériale japonaise, le destroyer de classe Fubuki a été introduit. Cette classe a établi une nouvelle norme non seulement pour les navires japonais, mais pour les destroyers du monde entier. À une époque où les destroyers britanniques et américains avaient peu changé par rapport à leurs montures à canon unique sans tourelle et à leurs armes légères, les destroyers japonais étaient plus gros, plus puissamment armés et plus rapides que n'importe quelle classe de navires similaire dans les autres flottes. Les destroyers japonais de la Seconde Guerre mondiale sont les premiers destroyers modernes au monde.
Les sous-marins allemands ont été utilisés principalement pour arrêter ou détruire les ressources des États-Unis et du Canada traversant l'Atlantique. Les sous-marins mènent une guerre sous-marine à outrance dans l'océan Pacifique ainsi que dans l'océan Atlantique. Les progrès de la technologie sous-marine comprend le Schnorchel et les défenses japonaises contre les sous-marins alliés s'avèrent inefficaces. Une grande partie de la flotte marchande de l'empire du Japon, nécessaire pour approvisionner ses forces dispersées et ramener des approvisionnements tels que le pétrole et la nourriture dans l'archipel japonais, a été coulée. Parmi les navires de guerre coulés par les submersibles se trouve le plus grand porte-avions de la guerre, le Shinano.
La Kriegsmarine introduit le cuirassé de poche pour contourner les contraintes imposées par le traité de Versailles. Les innovations comprenaient l'utilisation de moteurs diesel et des coques soudées plutôt que rivetées.
Les avancées les plus importantes à bord concernent la lutte anti-sous-marine. Poussées par la nécessité désespérée de maintenir l'approvisionnement de la Grande-Bretagne, les technologies de détection et de destruction des sous-marins ont été avancées en priorité. L'utilisation de l'ASDIC s'est généralisée, de même que l'installation de radars embarqués et aéroportés. La rupture du code Ultra a permis aux convois d'être dirigés autour des Rudeltaktik allemands.

## Armes
Les armes réelles (canons, mortiers, artillerie, bombes et autres dispositifs) sont aussi diverses que les participants et les objectifs. Un large éventail est développé pendant la guerre pour répondre aux besoins spécifiques qui surgissent, mais beaucoup ont retracé leur développement précoce avant la Seconde Guerre mondiale. Les torpilles subissent plusieurs améliorations : utilisation de détonateurs magnétiques, systèmes de guidage dirigés par boussole, engin automoteur programmés, acoustique amélioré et propulsion améliorée. Parallèlement au développement des systèmes de contrôle de tir pour les canons des navires, ces composants équiperont les torpilles et les tirs antiaériens. Des torpilles humaines et le Hedgehog ont également été développés.
- Véhicules blindés : chasseur de chars, les chars spécialisés pour l'ingénierie de combat, y compris les chars de déminage, les chars lance-flammes et les conceptions amphibies.
- Avions : bombes planantes – les premières « bombes intelligentes », comme le missile Fritz X, guidé par télécommande filaire ou radio ; le premier chasseur à réaction (Messerschmitt 262) et bombardier à réaction (Arado 234), les premiers hélicoptères militaires opérationnels au monde (Flettner Fl 282), le premier chasseur propulsé par fusée au monde (Messerschmitt 163).
- Missiles : bombe volante V1 à pulsoréacteur fut le premier missile de croisière au monde ; la fusée a énormément progressé : la V2, la lance-roquettes multiple Katioucha et le lancement aérien de roquettes.
- Bombes spécialisées : bombes Butterfly, Blockbuster, bombes rebondissantes et Bunker buster.
- HEAT, et les ogives anti-blindées HESH.
- Fusée de proximité pour obus, bombes et roquettes.
- Armes guidées (par radio ou fils traînants) : bombes planantes, bombes rampantes et roquettes — les précurseurs des munitions à guidage de précision d'aujourd'hui existaient entre 1942 et 1945, dans les conceptions allemandes de munitions anti-navires Fritz X et Henschel Hs 293, qui, avec l'Azon américaine, étaient tous des modèles de munitions radioguidées MCLOS en service pendant la Seconde Guerre mondiale.
- Armes autoguidés : Torpilles (recherche du son, guidé par boussole et en boucle), missile V1 (guidé par boussole et minuterie) et l'ASM-N-2 Bat de l'US Navy Bat, munitions anti-navires à lancement aérien, en utilisant le guidage radar actif pour la première fois n'importe où.
- Dispositifs de visée pour bombes, torpilles, artillerie et mitrailleuses, utilisant des « ordinateurs » mécaniques et électroniques analogiques et (peut-être) numériques à usage spécial. Le viseur mécanique analogique Norden est un exemple bien connu.
- La première génération d'agents neurotoxiques est inventée et produite en Allemagne, mais ne sera pas utilisée comme arme.
- Le napalm est développé, mais ne sera utilisé qu'à grande ampleur à partir de la guerre de Corée.
- Explosifs plastics comme le Nobel 808, Hexoplast 75, Compositions C et C2.

### Développement des armes légères
De nouvelles méthodes de production d'armes telles que l'estampage, le rivetage et le soudage ont vu le jour pour produire le nombre d'armes nécessaires. Les méthodes de conception et de production étaient suffisamment avancées pour fabriquer des armes d'une fiabilité raisonnable telles que le PPSh-41, le PPS-42, le Sten, le Beretta modèle 38, le MP 40, le M3 Grease gun, le Walther G43, le pistolet mitrailleur Thompson et le fusil M1 Garand. Parmi les autres armes couramment utilisées pendant la Seconde Guerre mondiale, citons le fusil américain Browning Automatic Rifle (BAR), le fusil à carabine M1, ainsi que le Colt M1911 A-1 ; la mitrailleuse japonaise Type 11, la mitrailleuse Type 96 et les fusils à verrou Arisaka.
La Seconde Guerre mondiale voit la mise en place du fusil semi-automatique fiable, comme le M1 Garand américain et, plus important encore, des premiers fusils d'assaut largement utilisés, nommés d'après les sturmgewehrs allemands de la fin de la guerre. Les Allemands développèrent d'abord le FG 42 pour ses parachutistes à l'assaut et plus tard le Sturmgewehr 44 (StG 44), le premier fusil d'assaut au monde, tirant une cartouche intermédiaire ; l'utilisation par le FG 42 d'une cartouche de fusil à pleine puissance le rendait difficile à contrôler.
Les développements dans la technologie des mitrailleuses aboutissent à la mise en service de la Maschinengewehr 42 (MG42) d'une conception avancée inégalée à l'époque. Cette arme stimula le développement d'après-guerre des deux camps lors de la guerre froide et ses dérivés modernes sont encore utilisés par certaines armées à ce jour, notamment le MG3 dans la Bundeswehr allemande. Le Heckler & Koch G3, et de nombreux autres modèles Heckler & Koch, sont issus de son système de fonctionnement. L'armée américaine associa le système d'exploitation du FG 42 au système d'alimentation par courroie du MG42 pour créer la mitrailleuse M60 utilisée pendant la guerre du Viêt Nam.
Bien qu'éclipsés par les fusils à chargement automatique et les mitraillettes, les fusils à verrou restent l'arme d'infanterie de base de nombreux pays pendant la Seconde Guerre mondiale. Lorsque les États-Unis entrent dans la Seconde Guerre mondiale, l'armée manque de fusils M1 Garand. Pour contrer ce problème, ils n'ont d'autre choix que d'augmenter la production du fusils M1903 afin d'agir comme une mesure « palliative » jusqu'à ce que des quantités suffisantes de M1 Garand soient produites.
Pendant le conflit, plusieurs nouveaux modèles de fusils à verrou sont produits à la suite des leçons tirées de la Première Guerre mondiale, les conceptions d'un certain nombre de fusils d'infanterie à verrou étant modifiées afin d'accélérer la production, et pour en faire des carabines plus compactes et plus maniables. Les fusils à verrou les plus notables comprennent le Mauser Kar98k allemand, le Lee-Enfield No.4 britannique et le Springfield M1903A3 américain. Au cours de la Seconde Guerre mondiale, les fusils à verrou et les carabines sont encore modifiés pour répondre aux nouvelles formes de guerre auxquelles les armées de certaines nations sont confrontées, par exemple la guerre urbaine et la guerre dans la jungle. Par exemple, la carabine soviétique Mosin-Nagant M1944 est développée par les Soviétiques à la suite des expériences du front de l'Est avec la guerre urbaine, notamment pendant la bataille de Stalingrad. Une variante de la carabine britannique Lee-Enfield No.5 est spécialement développée pour les forces du Commonwealth pour combattre les Japonais en Asie du Sud-Est et dans le Pacifique.
Lorsque la Seconde Guerre mondiale s'achève en 1945, les armes légères ayant été utilisées dans le conflit sont encore employées par les forces armées de divers pays et mouvements de guérilla pendant et après la guerre froide. Des nations comme l'Union soviétique et les États-Unis ont fourni de nombreuses armes légères excédentaires de la Seconde Guerre mondiale à un certain nombre de nations et de mouvements politiques pendant la guerre froide comme prétexte pour fournir des armes d'infanterie plus modernes.

### Bombe atomique
Les demandes massives de recherche et de développement de la guerre comprend le projet Manhattan, un projet de développement rapidement de la bombe atomique ou une ogive à fission nucléaire. Ce fut peut-être le développement militaire le plus profond de la guerre et celui-ci eut un grand impact sur la communauté scientifique, créant entre autres un réseau de laboratoires nationaux aux États-Unis. Les Britanniques lancent leur propre programme d'armes nucléaires en 1940, étant le premier pays à le faire. Cependant, en raison des retombées radioactives potentielles, ils jugent l'idée moralement inacceptable et l'ont mise en attente jusqu'en 1947, lorsque le projet est remis sur la table. Le premier essai nucléaire réussi est effectué le 3 octobre 1952 dans le cadre de l'opération Hurricane. La Grande-Bretagne est également la première nation à proposer l'idée de l'énergie nucléaire et à faire allusion à un potentiel d'armes atomiques en 1933 (en). Il est breveté en 1934 (brevet britannique 630 726), ce qui aide à ouvrir la voie à de nouvelles recherches et, plus tard, au développement à succès des armes nucléaires.
En 1942, alors que la menace d'une invasion allemande plane toujours au Royaume-Uni, le pays envoya une vingtaine de scientifiques et de techniciens britanniques en Amérique, ainsi que leurs travaux, menés sous le nom de code Tube Alloys, pour éviter que des informations primordiales ne tombent entre les mains de l'ennemi. Les scientifiques forment la contribution britannique au projet Manhattan, où leurs travaux sur l'enrichissement de l'uranium ont joué un rôle déterminant dans le démarrage du projet.
L'invention de la bombe atomique signifiait qu'un seul avion pouvait transporter une arme si puissante qu'elle pouvait incendier des villes entières, rendant la guerre conventionnelle contre une nation avec un arsenal suicidaire. À la fin des opérations du théâtre européen en mai 1945, deux bombes atomiques sont employées contre l'empire du Japon en août, précipitant la fin de la guerre et évitant ainsi l'invasion prévue du Japon.
L'importance stratégique de la bombe, et de ses successeurs encore plus puissants basés sur la fusion, ne devint pleinement apparente que lorsque les États-Unis perdent leur monopole sur l'arme dans l'après-guerre. L'Union soviétique développe et teste sa première bombe en 1949, basée en partie sur des informations obtenues de l'espionnage soviétique aux États-Unis. La concurrence entre les deux superpuissances a joué un grand rôle dans le développement de la guerre froide. Les implications stratégiques d'une telle arme massivement destructrice se répercutent encore au XXIe siècle.
Les Allemands ont aussi développé un projet d'énergie nucléaire et entamé des discussions sur une arme atomique. Mais cela échoue pour diverses raisons, notamment par l'antisémitisme qui régnait en Allemagne. La moitié des physiciens théoriciens continentaux — dont Albert Einstein, Niels Bohr, Enrico Fermi et Robert Oppenheimer — qui ont fait une grande partie de leurs premières études et recherches en Allemagne, étaient soit juifs, soit, dans le cas d'Enrico Fermi, marié à une juive. Erwin Schrödinger avait également quitté l'Allemagne pour des raisons politiques. À leur départ, le seul physicien nucléaire de premier plan travaillant encore Allemagne était Heisenberg, qui a apparemment traîné les pieds sur le projet, ou au mieux manquait du moral élevé qui caractérisait le travail de Los Alamos. Otto Hahn, le physicien chimiste qui a joué un rôle central dans la découverte originale de la fission, était une autre figure clé du projet. Le projet a été voué à l'échec en raison du manque de ressources, de temps et d'un manque d'intérêt gouvernemental.
L'empire du Japon développait également une bombe atomique, cependant, ce projet échoua en raison du manque de ressources malgré l'intérêt suscité par le gouvernement.
La collaboration entre les Britanniques et les Américains conduit à l'accord de défense mutuelle américano-britannique de 1958 entre les deux nations, par lequel la technologie des armes nucléaires américaines a été adaptée à l'usage britannique.

## Électronique, communications et renseignement

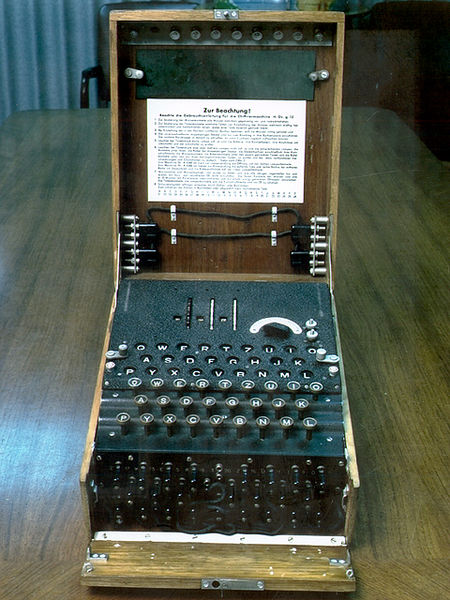
Machine de cryptage allemande Enigma.

L'électronique prit rapidement de l'importance au sein des armées. Le Blitzkrieg fut d'une efficacité sans précédent au début de la guerre, tous les chars allemands étant équipés d'une radio. Les forces ennemies ont rapidement appris de leurs défaites, abandonné leurs tactiques obsolètes et installés à leur tour des radios.
Les centres d'information de combat sur les navires et les aéronefs ont établi l'informatique en réseau, plus tard essentielle à la vie civile. Alors qu'avant la guerre, la marine accordait peu d'importances vis-à-vis des appareils électroniques, cette position changea radicalement lorsque le radar, inventé par les Britanniques et le sonar ASDIC, firent leur apparition. Quant à l'Allemagne, elle débute la guerre en avance sur certains aspects du radar, mais perdra du terrain au profit de la recherche et du développement du magnétron à cavité en Grande-Bretagne et pour travailler plus tard au « Radiation Laboratory » du Massachusetts Institute of Technology. La moitié des physiciens théoriciens allemands étaient juifs et avaient émigré ou disparus en Allemagne bien avant le début de la Seconde Guerre mondiale.
Les équipements conçus pour les communications et l'interception des communications devinrent critiques. La cryptographie de la Seconde Guerre mondiale devint alors une application importante et les chiffrements de machines nouvellement développés, principalement des machines à rotor, se répandirent. À la fin de 1940, les Allemands réussirent à découvrir la plupart des chiffrements militaires américains et britanniques, à l'exception du Typex basé sur Enigma.
Les Allemands à leur tour s'appuient largement sur leurs propres variantes de la machine de codage Enigma pour chiffrer les communications opérationnelles et le chiffrement de Lorenz pour les messages stratégiques. Les Britanniques développent une nouvelle méthode de décodage d'Enigma en profitant des informations fournies à la Grande-Bretagne par le Polish Cipher Bureau, qui décodait les premières versions d'Enigma avant la guerre. Plus tard, ils réalisèrent également la cryptanalyse du chiffre de Lorenz. Le travail méticuleux des casseurs de code basés à Bletchley Park en Grande-Bretagne a joué un rôle crucial dans la défaite finale de l'Allemagne.
Les opérations de renseignement radio allemandes pendant la Seconde Guerre mondiale furent étendues. La partie d'interception du renseignement électromagnétique s'avère pour la plupart réussie, mais le succès de la cryptanalyse dépendait en grande partie d'une discipline lâche dans les opérations radio ennemies.
Les Américains utilisent également des ordinateurs électroniques pour les équations, telles que les équations de champ de bataille, de la trajectoire balistique, etc. La machine Electronic Numerical Integrator and Computer (ENIAC) est le premier ordinateur à usage général, construit en 1945. Auparavant, les ordinateurs humains passaient des heures à résoudre ces relations. L'architecture de von Neumann en résultant deviendra plus tard la base des ordinateurs à programme enregistré.
Les jumelles de vision nocturne sont utilisées pour la première fois pendant le second conflit mondial, elles connurent ensuite plusieurs étapes de développement technologique. Les premières furent installées sur les camions GAZ-AA. Semblables à des jumelles, elles étaient équipées d'un convertisseur de lumière électronique et optique. En haut du camion, équipé d’une série de batteries, trônait un phare de 250 watts, et des capteurs infrarouges sur les lunettes transformaient la lumière réfléchie en une image lisible.

## Missiles
Les premiers missiles opérationnels apparaissent pendant la Seconde Guerre mondiale et font l'objet de nombreuses inventions et avancées technologiques.
Le V1 est une bombe volante et le premier missile de croisière de l'histoire de l'aéronautique. Cette arme est développée au centre de recherche de l'armée de Peenemünde par la Luftwaffe pendant la guerre. Au cours du développement initial, il est connu des Alliés occidentaux sous le nom de code « Cherry Stone ». Premier type de la série des Vergeltungswaffen et conçu pour le bombardement stratégique de Londres, le V1 est tiré depuis des installations de lancement situées le long des côtes françaises (Pas-de-Calais) et néerlandaises. Le premier V1 est lancé sur Londres le 13 juin 1944, une semaine après le succès du débarquement allié en Normandie. À l'apogée de la campagne de tirs, plus d'une centaine de V1 sont lancés par jour sur le sud-est de l'Angleterre, soit 9 521 au total, leur nombre diminuant à mesure de la capture ou de la destruction des sites jusqu'en octobre 1944, lorsque le dernier site de lancement à portée de la Grande-Bretagne est pris par les forces alliées. Après cela, les V1 sont lancés contre le port d'Anvers, Liège et Bruxelles après leur libération par les Alliés. Au total, 2 448 bombes volantes sont tirées durant cette période. Les attaques cessent lorsque le dernier site de lancement est pris par les Alliés le 29 mars 1945.
Le V2 (en allemand : Vergeltungswaffe 2), nom technique Aggregat-4 (A-4) est le premier missile balistique à longue portée au monde. Le missile à moteur-fusée à ergols liquides est développé à partir de recherches menées bien avant la Seconde Guerre mondiale en Allemagne comme une « arme de vengeance », destinée à attaquer les villes alliées en représailles aux bombardements des villes allemandes. Le missile V2 est également le premier artefact à franchir les limites de l'espace. Les missiles Scud sont les descendants du V2 et sont toujours employés au début du XXIe siècle. 
Ces deux avancées technologiques ont cependant coûté la vie à de nombreux civils à Londres en 1944 et 1945.

## Médecine
La pénicilline est d'abord produite en masse et utilisée pendant la guerre (voir stabilisation et production de masse de la pénicilline). L'utilisation généralisée de la mépacrine (Atabrine) pour la prévention du paludisme, du sulfanilamide, du plasma sanguin et de la morphine figure également parmi les principaux progrès médicaux en temps de guerre,. Des progrès dans le traitement des brûlures, notamment l'utilisation de greffes de peau, la vaccination de masse contre le tétanos et l'amélioration des masques à gaz ont également eu lieu pendant la guerre. La technique de l'ostéosynthèse par plaque a vu le jour pendant la guerre.